# Mischa Zverev
Mischa Zverev (Moskou, 22 augustus 1987) is een tennisser uit Duitsland. Hij is prof sinds 2006. Hij kwam in 2007 voor het eerst de top 100 binnen en in 2009 voor het eerst de top 50. Zijn hoogste plaats op de ATP-ranglijst is de 25e, die hij behaalde in juli 2017.
Zverev heeft in zijn carrière één enkel- en twee dubbeltoernooien op zijn naam geschreven. In het enkelspel won hij ook vier challengers en vier futurestoernooien. Zijn beste resultaat in het enkelspel op een grandslamtoernooi is de kwartfinale.

## Jeugd
Zverev begon te tennissen op tweejarige leeftijd met zijn vader Alexander, een voormalig Davis Cupspeler voor de Sovjet-Unie. In 1991 verhuisde de familie naar Duitsland, waar zijn ouders nu in Hamburg een tennisclub uitbaten. Hij heeft nog een jongere broer, Alexander Zverev, die ook professioneel tennis speelt.

## Carrière

### Jaarverslagen

#### 2002 - 2006
Zverev werd proftennisser in 2006, maar speelde al van in 2002 futures- en challengertoernooien. In januari 2006 won hij zijn eerste futurestoernooi, en in juli van dat jaar zijn eerste challenger, in Dublin. In november haalde hij zijn tweede challengerfinale, maar die verloor hij. In juni maakte hij zijn ATP-debuut op het ATP-toernooi van 's-Hertogenbosch, waar hij meteen ook zijn eerste zege op ATP-niveau boekte door in de eerste ronde de Italiaan Davide Sanguinetti te verslaan. Zverev verloor een ronde later van Lee Hyung-taik. In september haalde hij zijn eerste ATP-kwartfinale in Bangkok.

#### 2007
Zverev maakte zijn grandslamdebuut op de Australian Open, waar hij via de kwalificaties de hoofdtabel haalde. Zverev verloor in de tweede ronde van Robby Ginepri. Ook op Wimbledon wist hij zich voor de hoofdtabel te kwalificeren, maar daar verloor hij in de eerste ronde. Zverevs beste resultaat van het voorjaar was de winst op de challenger van Karlsruhe. In juli haalde hij de kwartfinale op het ATP-toernooi van Newport, in augustus won hij zijn derde challenger, in Istanbul, en in november zijn vierde, in Dnjepropetrovsk. In augustus kwam hij voor het eerst binnen in de top 100. Hij sloot het jaar ook voor het eerst af binnen de top 100, op plaats 80.

#### 2008
Zverev verloor in de eerste ronde van de Australian Open. In Rotterdam, in februari, haalde hij de ATP-kwartfinale. Op Roland Garros verloor hij in de eerste ronde, maar op Wimbledon zette hij met een derde ronde zijn beste grandslamresultaat tot nu toe neer. Vóór Wimbledon had hij het dubbelspel gewonnen op het grastoernooi van Halle aan de zijde van de Rus Michail Joezjny. Tijdens de zomer bereikte hij twee kwartfinales (in Umag en New Haven) en de finale van het dubbelspel in Stuttgart. Bij zijn debuut op de US Open verloor hij in de openingsronde. In het najaar bereikte hij de halve finale op het ATP-toernooi van Moskou en de kwartfinale in Sint-Petersburg en won hij in het dubbelspel, opnieuw met Joezjny, het ATP-toernooi van Tokio. Zverev eindigde het jaar opnieuw op plaats 80.

#### 2009
Zverev startte het jaar met een finaleplaats in het dubbel op het ATP-toernooi van Brisbane. Dit hielp hem echter niet voor de Australian Open, want net zoals in 2008 verloor Zverev in de eerste ronde. In februari haalde hij twee kwartfinales: in Zagreb en Marseille, maar in april deed hij beter met nog een kwartfinale, maar dan op het Masterstoernooi van Rome, dat hem genoeg punten opleverde om een paar weken later voor het eerst de top 50 binnen te duiken. Net voor Roland Garros haalde hij met het Duitse team de finale op de World Team Cup in Düsseldorf. Op Roland Garros kwam hij echter niet voorbij de eerste ronde. Het grasseizoen leverde hem een kwartfinale in Halle en een tweede ronde op Wimbledon op. Zverevs beste resultaat van de zomer was een kwartfinale in Stuttgart. Op de US Open lag hij er in de eerste ronde uit. In het najaar zette hij geen noemenswaardige resultaten meer neer in het enkelspel, maar in het dubbelspel haalde hij de finale van het ATP-toernooi van Bangkok. Zverez sloot 2009 af op plaats 78.

#### 2010 - 2011
Ook in 2010 overleefde Zverev de eerste ronde op de Australian Open niet. Zijn enige goede resultaten van het voorjaar kwamen er in Marseille, in februari, waar hij één beter deed dan het jaar ervoor en de halve finale haalde, en in Halle, waar hij de kwartfinale speelde. Op Roland Garros kwam hij ook niet verder dan de eerste ronde en op Wimbledon en de US Open sneuvelde hij al in de eerste ronde van de kwalificaties. In mei viel hij zelfs buiten de top 100. Zverev redde zijn jaar in extremis in september door zijn eerste ATP-finale te halen. Hij verloor de finale in Metz van Gilles Simon. Dit resultaat, en een derde ronde op de Shanghai Masters zorgden ervoor dat hij terug de top 100 binnenkwam. Zverev eindigde het jaar op plaats 82.
Voor het vierde jaar op rij kwam Zverev op de Australian Open niet verder dan de eerste ronde. Hetzelfde gebeurde op Roland Garros en Wimbledon. Ondertussen was hij weer uit de top 100 gevallen en bleef hij door het uitblijven van goede resultaten in vrij val op de ATP-ranglijst. Zverevs beste resultaat na Wimbledon was een finale op de challenger van Genève. Hij sloot het jaar af op plaats 210.

#### 2017
Het jaar 2017 begon Zverev goed. Hij stuntte op de Australian Open door Andy Murray in de vierde ronde uit te schakelen. Dit was zijn beste prestatie tot nog toe op een grandslamtoernooi. Op de ATP-ranglijst van 19 juni 2017 steeg Zverev naar de 29ste positie; niet eerder stond hij zo hoog.

### Davis Cup
Zverev speelde voor het Duitse Davis Cupteam: in 2009, in een duel tegen Spanje in de kwartfinale van de Wereldgroep. Hij speelde een dubbelpartij, die hij verloor.
In 2017 speelde Zverev nogmaals voor het Duitse Davis Cupteam, in het duel tegen België in de eerste ronde van de Wereldgroep. Hij speelde een dubbelpartij samen met zijn jongere broer Alexander Zverev, ze verloren deze partij.

## Palmares
| Legenda                       | Legenda               |
| ----------------------------- | --------------------- |
| Grand Slam                    |                       |
| Olympische Spelen             |                       |
| tot 2009                      | vanaf 2009            |
| Tennis Masters Cup            | ATP Finals            |
| ATP Masters Series            | ATP Tour Masters 1000 |
| ATP International Series Gold | ATP Tour 500          |
| ATP International Series      | ATP Tour 250          |

### Enkelspel
| Nr.                  | Datum             | Toernooi        | Ondergrond    | Tegenstander in finale | Score         | Details |
| -------------------- | ----------------- | --------------- | ------------- | ---------------------- | ------------- | ------- |
| Gewonnen finales     |                   |                 |               |                        |               |         |
| 1.                   | 30 juni 2018      | ATP Eastbourne  | Gras          | Lukáš Lacko            | 6-4, 6-4      | Details |
| Verloren finales     |                   |                 |               |                        |               |         |
| 1.                   | 20 september 2010 | ATP Metz        | Hardcourt (i) | Gilles Simon           | 3-6, 2-6      | Details |
| 2.                   | 27 mei 2017       | ATP Genève      | Gravel        | Stanislas Wawrinka     | 6-4, 3-6, 3-6 | Details |
| Gewonnen challengers |                   |                 |               |                        |               |         |
| 1.                   | 3 juli 2006       | Dublin          | Tapijt        | Kristian Pless         | 7-5, 7-6(6)   |         |
| 2.                   | 28 mei 2007       | Karlsruhe       | Gravel        | Wayne Odesnik          | 2-6, 6-4, 6-3 |         |
| 3.                   | 6 augustus 2007   | Istanbul        | Hardcourt     | Lukas Lacko            | 6-4, 6-4      |         |
| 4.                   | 12 november 2007  | Dnjepropetrovsk | Hardcourt     | Dmitri Toersoenov      | 6-4, 6-4      |         |
| 5.                   | 17 april 2016     | Sarasota        | Gravel        | Gerald Melzer          | 6-4, 7-6(2)   |         |

### Dubbelspel
| Nr.                              | Datum             | Toernooi        | Ondergrond    | Partner                | Tegenstanders in finale               | Score               | Details |
| -------------------------------- | ----------------- | --------------- | ------------- | ---------------------- | ------------------------------------- | ------------------- | ------- |
| Gewonnen finales herendubbel     |                   |                 |               |                        |                                       |                     |         |
| 1.                               | 9 juni 2008       | ATP Halle       | Gras          | Michail Joezjny        | Lukáš Dlouhý Leander Paes             | 3-6, 6-4, [10-3]    | Details |
| 2.                               | 29 september 2008 | ATP Tokio       | Hardcourt     | Michail Joezjny        | Lukáš Dlouhý Leander Paes             | 6-3, 6-4            | Details |
| 3.                               | 12 februari 2017  | ATP Montpellier | Hardcourt (i) | Alexander Zverev       | Fabrice Martin Daniel Nestor          | 6-4, 6-7(3), [10-7] | Details |
| 2.                               | 2 maart 2019      | ATP Acapulco    | Hardcourt     | Alexander Zverev       | Austin Krajicek Artem Sitak           | 2-6, 7-6(4), [10-5] | Details |
| Verloren finales herendubbel     |                   |                 |               |                        |                                       |                     |         |
| 1.                               | 7 juli 2008       | ATP Stuttgart   | Gravel        | Michael Berrer         | Christopher Kas Philipp Kohlschreiber | 3-6, 4-6            | Details |
| 2.                               | 4 januari 2009    | ATP Brisbane    | Hardcourt     | Fernando Verdasco      | Marc Gicquel Jo-Wilfried Tsonga       | 4-6, 3-6            | Details |
| 3.                               | 28 september 2009 | ATP Bangkok     | Hardcourt     | Guillermo García López | Eric Butorac Rajeev Ram               | 6-7(4), 3-6         | Details |
| 4.                               | 3 mei 2015        | ATP München     | Gravel        | Alexander Zverev       | Alexander Peya Bruno Soares           | 6-4, 1-6, [5-10]    | Details |
| 5.                               | 7 februari 2016   | ATP Montpellier | Hardcourt (i) | Alexander Zverev       | Mate Pavić Michael Venus              | 5-7, 6-7(4)         | Details |
| 6.                               | 25 juni 2017      | ATP Halle       | Gras          | Alexander Zverev       | Łukasz Kubot Marcelo Melo             | 7-5, 3-6, [8-10]    | Details |
| 7.                               | 24 juni 2018      | ATP Halle       | Gras          | Alexander Zverev       | Łukasz Kubot Marcelo Melo             | 6-7(1), 4-6         | Details |
| 8.                               | 28 oktober 2018   | ATP Bazel       | Hardcourt (i) | Alexander Zverev       | Dominic Inglot Franko Škugor          | 2-6, 5-7            | Details |
| Gewonnen challengers herendubbel |                   |                 |               |                        |                                       |                     |         |
| 1.                               | 10 juli 2006      | Oberstaufen     | Gravel        | Ernests Gulbis         | Teodor-Dacian Craciun Gabriel Moraru  | 6-1, 6-1            |         |
| 2.                               | 30 oktober 2006   | Aken            | Tapijt        | Ernests Gulbis         | Tomasz Bednarek Irakli Labadze        | 6-7, 6-4, 10-8      |         |
| 3.                               | 28 mei 2007       | Karlsruhe       | Gravel        | Alex Kuznetsov         | Michael Berrer Frederico Gil          | 6-4, 6-7(6), 10-4   |         |
| 4.                               | 4 juni 2007       | Surbiton        | Gras          | Alex Kuznetsov         | James Auckland Stephen Huss           | 2-6, 6-3, 10-6      |         |
| 5.                               | 11 november 2012  | Knoxville       | Hardcourt (i) | Alex Kuznetsov         | Jean Anderson Izak Van der Merwe      | 6-4, 6-2            |         |
| 6.                               | 9 februari 2013   | Dallas          | Hardcourt (i) | Alex Kuznetsov         | Tennys Sandgren Rhyne Williams        | 6-4, 6-7(4), [10-5] |         |

## Resultaten grote toernooien
| Legenda | Legenda                          |
| ------- | -------------------------------- |
| g.t.    | geen toernooi gehouden           |
| l.c.    | lagere categorie                 |
| –       | niet deelgenomen                 |
| G       | uitgeschakeld in de groepsfase   |
| 1R      | uitgeschakeld in de eerste ronde |
| 2R      | uitgeschakeld in de tweede ronde |
| 3R      | uitgeschakeld in de derde ronde  |
| 4R      | uitgeschakeld in de vierde ronde |
| KF      | uitgeschakeld in de kwartfinale  |
| HF      | uitgeschakeld in de halve finale |
| F       | de finale verloren               |
| W       | het toernooi gewonnen            |
| w-v     | winst/verlies-balans             |

### Enkelspel
| toernooi             | 2007 | 2008 | 2009 | 2010 | 2011 | 2012 | 2013 | 2015 | 2016 | 2017 | 2018 | 2019 | 2020 | 2021 |
| -------------------- | ---- | ---- | ---- | ---- | ---- | ---- | ---- | ---- | ---- | ---- | ---- | ---- | ---- | ---- |
| grandslamtoernooien  |      |      |      |      |      |      |      |      |      |      |      |      |      |      |
| Australian Open      | 2R   | 1R   | 1R   | 1R   | 1R   | –    | –    | –    | –    | KF   | 1R   | 1R   | –    | –    |
| Roland Garros        | –    | 1R   | 1R   | 1R   | 1R   | 1R   | –    | –    | 1R   | 2R   | 3R   | 1R   | –    | –    |
| Wimbledon            | 1R   | 3R   | 2R   | –    | 1R   | –    | 1R   | –    | –    | 3R   | 1R   | 1R   | g.t. | –    |
| US Open              | –    | 1R   | 1R   | –    | –    | –    | –    | –    | 2R   | 4R   | 1R   | –    | –    | –    |
| ATP Masters 1000     |      |      |      |      |      |      |      |      |      |      |      |      |      |      |
| Indian Wells         | –    | –    | 1R   | 1R   | 2R   | –    | 2R   | 1R   | –    | 3R   | 2R   | 1R   | g.t. | –    |
| Miami                | –    | –    | 1R   | –    | 1R   | –    | –    | –    | –    | 2R   | 1R   | 2R   | g.t. | 1R   |
| Monte Carlo          | –    | –    | –    | –    | –    | –    | –    | –    | –    | 1R   | 3R   | –    | g.t. | –    |
| Madrid               | –    | –    | –    | –    | –    | –    | –    | –    | –    | 1R   | 1R   | –    | g.t. | –    |
| Rome                 | –    | –    | KF   | –    | –    | –    | –    | –    | –    | 1R   | –    | –    | –    | –    |
| Montreal/Toronto     | –    | –    | 1R   | –    | –    | –    | –    | –    | –    | 2R   | –    | –    | g.t. | –    |
| Cincinnati           | –    | –    | 1R   | –    | –    | –    | –    | –    | 1R   | 2R   | 2R   | –    | –    | –    |
| Shanghai             | l.c. | l.c. | 1R   | 3R   | –    | –    | –    | –    | KF   | 1R   | 1R   | –    | g.t. | g.t. |
| Parijs               | –    | –    | –    | –    | –    | –    | –    | –    | 1R   | 1R   | –    | –    | –    | –    |
| olympisch            |      |      |      |      |      |      |      |      |      |      |      |      |      |      |
| Olympische Spelen    | g.t. | –    | g.t. | g.t. | g.t. | –    | g.t. | g.t. | –    | g.t. | g.t. | g.t. | g.t. | –    |
| statistieken         |      |      |      |      |      |      |      |      |      |      |      |      |      |      |
| totaal aantal titels | 0    | 0    | 0    | 0    | 0    | 0    | 0    | 0    | 0    | 0    | 1    | 0    | 0    | 0    |
| eindejaarsranking    | 88   | 80   | 78   | 82   | 211  | 159  | 176  | 171  | 51   | 33   | 69   | 281  | 264  | 346  |

### Dubbelspel
| grandslamtoernooien  |      |      |      |      |      |      |      |      |      |      |
| Australian Open      | –    | 1R   | 1R   | 1R   | 1R   | 2R   | 1R   | 1R   | –    | –    |
| Roland Garros        | –    | 1R   | 2R   | –    | –    | 2R   | 1R   | 1R   | –    | –    |
| Wimbledon            | 1R   | –    | 1R   | 1R   | –    | 1R   | 1R   | 2R   | g.t. | –    |
| US Open              | –    | 2R   | 2R   | –    | –    | 1R   | 1R   | 1R   | –    | –    |
| ATP Masters 1000     |      |      |      |      |      |      |      |      |      |      |
| Indian Wells         | –    | –    | 1R   | –    | –    | 2R   | 1R   | 1R   | g.t. | –    |
| Miami                | –    | –    | –    | –    | –    | 2R   | 2R   | 1R   | g.t. | –    |
| Monte Carlo          | –    | –    | –    | –    | –    | 2R   | 2R   | 2R   | g.t. | –    |
| Madrid               | –    | –    | –    | –    | –    | 2R   | 1R   | 1R   | g.t. | –    |
| Rome                 | –    | –    | –    | –    | –    | 2R   | 1R   | 1R   | –    | –    |
| Montreal/Toronto     | –    | –    | –    | –    | –    | –    | –    | –    | g.t. | –    |
| Cincinnati           | –    | –    | –    | –    | –    | 2R   | –    | –    | –    | –    |
| Shanghai             | l.c. | l.c. | –    | –    | –    | 1R   | –    | –    | g.t. | g.t. |
| Parijs               | –    | –    | –    | –    | –    | 1R   | –    | –    | –    | –    |
| olympisch            |      |      |      |      |      |      |      |      |      |      |
| Olympische Spelen    | g.t. | –    | g.t. | g.t. | g.t. | g.t. | g.t. | g.t. | g.t. | –    |
| statistieken         |      |      |      |      |      |      |      |      |      |      |
| totaal aantal titels | 0    | 2    | 0    | 0    | 0    | 1    | 0    | 1    | 0    | 0    |
| eindejaarsranking    | 125  | 66   | 87   | 354  | 302  | 52   | 91   | 112  | 197  | 309  |